# Don't Waste Your Time
"Don't Waste Your Time" je pjesma američke pjevačice Kelly Clarkson. Pjesma je 27. rujna 2007. godine objavljena kao drugi singl s njenog albuma My December u Europi i izadanju RCA Recordsa. Pjesmu su napisali Kelly Clarkson, Fredrik Rinman, Jimmy Messer, Malcolm Pardon, dok je producent David Kahne. Pjesmu je promovirala u Australiji tako što ju je izvela na njenoj turneji My December Tour.

## O pjesmi
Dana, 27. srpnja 2007. godine, Sony BGM UK službeno je izjavio kako će pjesma "Don't Waste Your Time" biti objavljena kao drugi singl u Ujedinjenom Kraljevstvu. Pjesmu nisu nikad objavili u Ujedinjenom Kraljevstvu, ali se spot prikazivao na glazbenim kanalima. Clarkson je sama potvrdila objavljivanje pjesme u Kanadi tijekom emisije Canada's MTV Live 20. kolovoza 2007. godine, no objavljivanje je otkazano.
23. kolovoza 2007. godine u časopisu Mizz Magazine potvrđeno je kako će pjesma "Don't Waste Your Time" biti objavljena 10. rujna 2007. Kasnije je odgođeno do 29. listopada 2007. zato što spot nije bio spreman za objavu. Bliženjem 29. listopada pjesme se našla na "dolazi uskoro" popisu, što je značilo da će pjesma biti objavljena kasnije. U tom trenutku datum objavljivanja za Kadanu i SAD nije bio objavljen.
U Australiji Sony BMG je objavio spot pjesme na stranici gdje se nalazi nova glazba, da potvrde kako će pjesma biti objavljena kao treći singl, kako bi promovirala nadolazeću turneju u Australiji. Kasnije je objavljeno kako su pjesmu postali na radio stanice, kako bi se promovirala. Pjesma je bila popularna na australskom radiju, te je veljači 2008. godine bila jedna on najslušanijih.

## Uspjeh pjesme
Pjesma "Don't Waste Your Time" debitirala je na 94. poziciji njemačke ljestvice singlova Media Control Singles Top 100, sljedećeg tjedna je ispala s ljestvice. Najviša pozicija pjesme na ljestvici je bila 93. Na ljestvici pjesma se držala samo dva tjedna. Pjesma nije bila komercijalno uspješna, te se nije plasirala na većini ljestvica.

## Videospot
20. kolovoza 2007. godine Clarkson se pojavila kao gost u emisiji Canada's MTV Live prije nego što je nastupala u emisiji Canadian Idol. Tijekom gostovanja potvrdila je kako će početi snimati spot za nekoliko dana. Clarkson je također izjavila kako će spot igledati kao jedna "rockerska bajka".  Također je rekla kako će joj kosa biti tamnije nijanse.
Jedan mali dio spota pojavio se 25. rujna 2007. godine na Clarkisnoj službenoj stranici. U njemu se može vidjeti kako Clarkson fovori o spotu i efektima koje koriste u njemu. Spot je snimljen pod redateljskom palicom Romana Whitea.

## Popis pjesama
Digitalno preuzimanje
1. "Don't Waste Your Time" - 3:35

Njemački CD singl
1. "Don't Waste Your Time" – 3:35
2. "Fading" – 2:51

Njemački maksi singl
1. "Don't Waste Your Time" – 3:35
2. "Fading" – 2:51
3. "Maybe" (AOL) – 4:24
4. "Don't Waste Your Time" (spot) – 3:00

## Ljestvice
| Ljestvice (2008.) | Najviša pozicija |
| ----------------- | ---------------- |
| Njemačka          | 93               |

## Povijest objavljivanja
| Država     | Datum              | Izdavač     |
| ---------- | ------------------ | ----------- |
| Brazil     | 27. rujna 2007.    | RCA Records |
| Njemačka   | 14. prosinca 2007. | RCA Records |
| Australija | 2. veljače 2008.   | RCA Records |
| Nizozemska | 24. ožujka 2008.   | RCA Records |
| SAD        | 1. travnja 2008.   | RCA Records |